# Трестін Семен Борисович
Семе́н Бори́сович Тре́стін (нар. 25 листопада 1940, Одеса — пом. 30 жовтня 1994, Бостон) — український радянський боксер, майстер спорту СРСР міжнародного класу, багаторазовий чемпіон України, призер чемпіонатів СРСР.

## Життєпис
Дитинство Семена пройшло в Одесі на Молдаванці.
1956 року почав займатися боксом у тренера О. Ф. Стебліна в спортивному товаристві «Динамо».
1958 року став першорозрядником, посів друге місце на юнацьких змаганнях в Україні.
Після закінчення семи класів школи пішов на курси майстрів з ремонту побутової техніки, почав працювати в майстерні, перейшов до спортивного товариства «Спартак», де його тренером став син видатного одеського боксера і тренера Аркадія Бакмана Деві Бакман (Аркадьєв), згодом знаний спортивний журналіст і письменник.
Під час служби в армії (Одеський військовий округ) тренувався у майстра спорту Л. Т. Сараєва, двічі завоювавши звання чемпіона України і двічі був призером першості Збройних сил СРСР.
Після повернення з армії повернувся в рідне «Динамо», де його тренером став Ілля Львович Матусевич. Історія його успіхів продовжилась і загалом він став восьмиразовим чемпіоном України (1960—1962, 1964—1967, 1971 роки), фіналістом та призером чемпіонатів СРСР 1967—1969 років, виступав за збірну команду СРСР.
За 20 років на ринзі провів 262 боя, програвши лише 14.
Семен Трестін — перший і єдиний серед радянських боксерів володар кубку Боксерський Оскар, який вручався найкращому боксерові на міжнародному турнірі боксерів у Белграді (Югославія) 1968 року. Почесний трофей йому дістався після перемоги над сербським боксером Йованом Пайковичем, володарем Оскара 1966—1967 років, учасником Олімпійських ігор 1968 року.
Після завершення виступів працював в рідній Одесі вчителем фізкультури в школі, згодом тренером ДЮСШ № 7. Його вихованці досягали високих успіхів на юнацьких змаганнях.
Наприкінці 1970-х разом з родиною емігрував до США, де працював тренером в Бостоні, брав участь в суддівстві змагань. Та смертельна хвороба забрала його життя на 54 році.

## Вшанування пам'яті
В пам'ять про знаного одеського боксера з 1996 року за ініцітиви його сестри Світлани Нісілевич, друга Костянтина Нафтуловича та тренера Іллі Матусевича в Одесі проводиться турнір з боксу його пам'яті. З 2017 року турніру присвоєно клас «А» і він внесений до календаря офіційних змагань Європейської конфедерації боксу (EUBC).
Серед переможців XI міжнародного турніру пам'яті Семена Трестіна (2007 рік) — уславлений український боксер Василь Ломаченко. Причому він став володарем спеціального призу за перемогу в категорії 57 кг, в якій виступав і сам Семен Трестін.
2008 року на турнірі перемагала Іванна Крупеня, в 2009 році — Денис Берінчик у ваговій категорії до 60 кг.
Поруч з пам'ятником видатному одеському боксеру Аркадію Бакману на Другому християнському кладовищі в Одесі 2001 року було встановлено стелу на честь уславлених тренерів і боксерів Одеси, серед яких відзначено і памя'ть про Семена Трестіна.